# Nangeyalia Kharote
Nangeyalia Kharote (* 25. April 2004 in Baglan, Afghanistan) ist ein afghanischer Cricketspieler, der seit 2024 für die afghanische Nationalmannschaft spielt.

## Kindheit und Ausbildung
Kharote war Teil der afghanischen Vertretung bei der ICC U19-Cricket-Weltmeisterschaft 2022.

## Aktive Karriere
Sein Debüt im nationalen afghanischen Cricket gab Kharote für die Kabul Eagles in der Shpageeza Cricket League 2020. Nach guten Leistungen wurde er im März 2023 für die Tour gegen Irland nominiert. Bei der Tour gab er sein ODI-Debüt, bei dem ihm 4 Wickets für 30 Runs gelangen. Auch absolvierte er sein Twenty20-Debüt bei dieser Tour. Daraufhin wurde er für den ICC Men’s T20 World Cup 2024 nominiert.